# Andriej Sierdiukow
Andriej Nikołajewicz Sierdiukow, ros. Андрей Николаевич Сердюков (ur. 4 marca 1962 w Uglegorski w obwodzie rostowskim) – rosyjski wojskowy, generał pułkownik, dowódca Wojsk Powietrznodesantowych, Bohater Federacji Rosyjskiej (2020).

## Życiorys
Absolwent Riazańskiej Wyższej Szkoły Dowódczej Wojsk Powietrznodesantowych im. generała armii W.F. Margiełowa w 1983, ukończył Akademię Wojskową im. Michaiła Frunzego w 1993 i Wojskową Akademię Sztabu Generalnego Sił Zbrojnych Federacji Rosyjskiej w 2009.
W latach 1983–1986 był dowódcą plutonu zwiadu, zastępcą dowódcy kompanii powietrznodesantowej i dowódcą kompanii powietrznodesantowej. Od 1986 do 1990 był szefem sztabu – zastępcą dowódcy batalionu powietrznodesantowego i dowódcą batalionu powietrznodesantowego, następnie w latach 1993–1999 zastępcą dowódcy pułku spadochronowego i dowódcą pułku spadochronowego.
Od 1999 do 2007 był zastępcą dowódcy 76 Gwardyjskiej Dywizji Powietrznodesantowej, dowódcą 138 Samodzielnej Gwardyjskiej Brygady Zmechanizowanej, dowódcą 106 Gwardyjskiej Dywizji Powietrznodesantowej.
Po ukończeniu Akademii Wojskowej Sztabu Generalnego ze złotym medalem pełnił funkcję zastępcy dowódcy 5 Armii Dalekowschodniego Okręgu Wojskowego.
Od 2011 – dowódca 5 Armii Wschodniego Okręgu Wojskowego, a od 2013 – zastępca Dowódcy Południowego Okręgu Wojskowego. Od października 2013 szef sztabu – I Zastępca Dowódcy Południowego Okręgu Wojskowego.
Dekretem Prezydenta Federacji Rosyjskiej z 4 października 2016 został mianowany Dowódcą Wojsk Powietrznodesantowych.
Odznaczony Orderem „Za zasługi dla Ojczyzny” III i IV stopnia z mieczami, posiada order Aleksandra Newskiego, Order Męstwa, Order „Za zasługi wojskowe”, Order Honoru, Order Za Służbę Ojczyźnie w Siłach Zbrojnych ZSRR III stopnia, Medal „Za zasługi bojowe” i inne medale. Zasłużony Specjalista Wojskowy Federacji Rosyjskiej.